# تیوتچف ۹۹۲۷
سیارک ۹۹۲۷ (به انگلیسی: 9927 Tyutchev، نامگذاری:1981TW1) نه هزار و نهصد و بیست و هفتمین سیارک کشف شده‌است که در ۳ اکتبر ۱۹۸۱ کشف شد.
قدر مطلق سیارک برابر ۱۳٫۹۰ است.